# Karl Friedrich von dem Knesebeck

Generalfeldmarschall Karl Friedrich von dem Knesebeck

Karl Friedrich von dem Knesebeck (* 5. Mai 1768 in Karwe; † 12. Januar 1848 in Berlin) war ein preußischer Generalfeldmarschall.

## Leben

### Herkunft
Karl Friedrich entstammt dem Adelsgeschlecht derer von dem Knesebeck und war der Sohn des Leutnants a. D. Friedrich Wilhelm Leopold von dem Knesebeck (1735–1803) und dessen Ehefrau Sophie Henriette, geborene von dem Knesebeck (1744–1770).

### Militärkarriere
Knesebeck trat am 1. Juli 1782 als Gefreiterkorporal in das Infanterieregiment „von Kalckstein“ in Magdeburg ein. Als Fähnrich trat er dann am 11. Februar 1787 zum Infanterieregiment „Herzog von Braunschweig“ über. 1790 kam Knesebeck mit seinem Regiment nach Schlesien. Als junger Sekondeleutnant lernte er dort, selbst schriftstellerisch tätig und eng mit dem Regimentskameraden und Dichter Franz von Kleist befreundet, Goethe kennen. Goethe sprach sich lobend über von Kleists Verse aus, meinte jedoch dabei: „dass schöne Verse und glatte Reime noch keinen Dichter machten, und dass man damit nur zeigen könne, wie man die Sprache in der Gewalt habe; nach 50 Jahren werde wohl jede Kammerjungfer ihre Liebeserklärung in Reimversen machen.“ Knesebeck schrieb später in seinen Erinnerungen, dass nunmehr die fünfzig Jahre verflossen seien und die Zeitungen täglich zeigen, wie richtig Goethe damals vorausgesagt habe.
Während des Ersten Koalitionskriegs fiel Knesebeck im Feldzug von 1792/94 dem Herzog von Braunschweig durch seine Tüchtigkeit auf; dieser zog ihn 1794 zu Generalstabsarbeiten heran. 1797 wurde er Premierleutnant, zwei Jahre später Hauptmann und im Jahre 1802 Major. Zu dieser Zeit war er „auch als militärischer Schriftsteller rühmlich bekannt“.
Im Jahre 1803 schrieb er als Inspektionsadjutant des Generals Ernst von Rüchel auf dessen Veranlassung hin eine Denkschrift an den Herzog von Braunschweig über die Errichtung einer Landwehr, die er „Ehrenlegion“ für den preußischen Staat nannte. Dieser Organisationsentwurf gilt als eine beachtenswerte Grundlage der späteren Scharnhorstschen Wehrverfassung. Im Dezember 1803 wurde Knesebeck zum Quartiermeister im Generalstab ernannt. Mit einer Mission beim Kurfürsten Wilhelm I. von Hessen begann eine Reihe diplomatischer Aktionen, in denen er für Preußen wirkte.
Den Großteil des Feldzugs von 1806 gegen Napoleon erlebte Knesebeck im Stab des Generals von Rüchel. Knesebecks geistesgegenwärtigem Eingreifen mit der Kavallerie soll es zu verdanken sein, dass der König von Preußen Friedrich Wilhelm III. in der Schlacht von Auerstedt 1806 der drohenden Gefangennahme entging. Strategische Fähigkeit bewies er in dem Entwurf zur siegreichen Schlacht von Pułtusk am 26. Dezember 1806. Der König zeichnete ihn mit dem Orden Pour le Mérite aus und beförderte ihn am 16. Mai 1807 zum Oberstleutnant.
Am 21. September erhielt Knesebeck den erbetenen Abschied; er zog sich auf seine Güter zurück, doch der Feldzug des Jahres 1809 in Österreich ließ ihn nicht ruhen. Vom König von Preußen erhielt er den geheimen Auftrag, die Geschehnisse in Österreich zu beobachten und eine günstige Gelegenheit zum Eingreifen zu melden.
1812 unternahm Knesebeck eine neue schwierige diplomatische Aufgabe, deren Erfolg die Basis für die siegreiche Gestaltung der Kämpfe der Alliierten gegen Napoleon 1813 war. Von Staatskanzler Hardenberg erhielt er den offiziellen Auftrag, dem Kaiser von Russland auszurichten, dass Napoleon sich genötigt sehe, seine Truppen gegen Russland marschieren zu lassen, wenn der Kaiser den Krieg nicht vermeide. Vom König von Preußen aber bekam er den geheimen Befehl, er solle Zar Alexander I. bewegen, Napoleon in den weiten Raum seines Landes zu locken und nicht eher Frieden zu schließen, als bis die Armee Napoleons sich selbst im weiten Russland aufgerieben habe. Nach seinen Aufzeichnungen antwortete der Kaiser von Russland: „dass er nicht Frieden machen werde, selbst wenn er bis Kasan zurückgehen müsste.“
Anfang 1812 kamen in Berlin Gerüchte auf, Knesebeck sei „wieder in Militärdienste getreten“. Er nahm dies zum Anlass, am 3. April 1812 in Zeitungsanzeigen klarzustellen, „daß solches nicht der Fall ist, sondern daß ich nur einen Auftrag übernommen gehabt habe, den Se. königl. Majestät geruhet hatten, mir nach St. Petersburg zu ertheilen; ich folglich nach dessen Beendigung in meine alten Verhältnisse zurückgekehrt bin.“
Im August 1812 ernannte ihn der preußische König Friedrich Wilhelm III. zum Ritter des königl. preußischen St. Johanniter-Ordens.
Am 6. März 1813 wurde Knesebeck zum Oberst und Generaladjutanten des Königs. Im selben Jahr wurde er noch zum Generalmajor, erhielt am 19. Oktober das Eichenlaub zum Pour le Merite und wurde schließlich am 11. Dezember zum Generalleutnant befördert. Am 30. Mai 1814 verlieh ihm Kaiser Franz II. das Großkreuz des Leopoldi-Ordens. Die Kriege der Jahre 1813 bis 1815 (Befreiungskriege) machte er weitgehend im Hauptquartier des Königs mit, auf den er oft jedoch einen wenig günstigen Einfluss ausübte. Aus Capo d’Istria schrieb er:

„Die drei Monarchen betrachten es, als vorläufige und wesentliche Bedingung alles Friedens, und eines wahren Ruhezustandes, daß Napoleon Buonaparte außer Stand gesetzt werde, fernerhin die Ruhe Frankreichs und Europas zu stören. Nach dem, was im Monat März vorgefallen ist, müssen die Mächte fordern, daß er ihrer Hut anvertraut werde.“

1815 versuchte er, Blücher beiseitezuschieben.

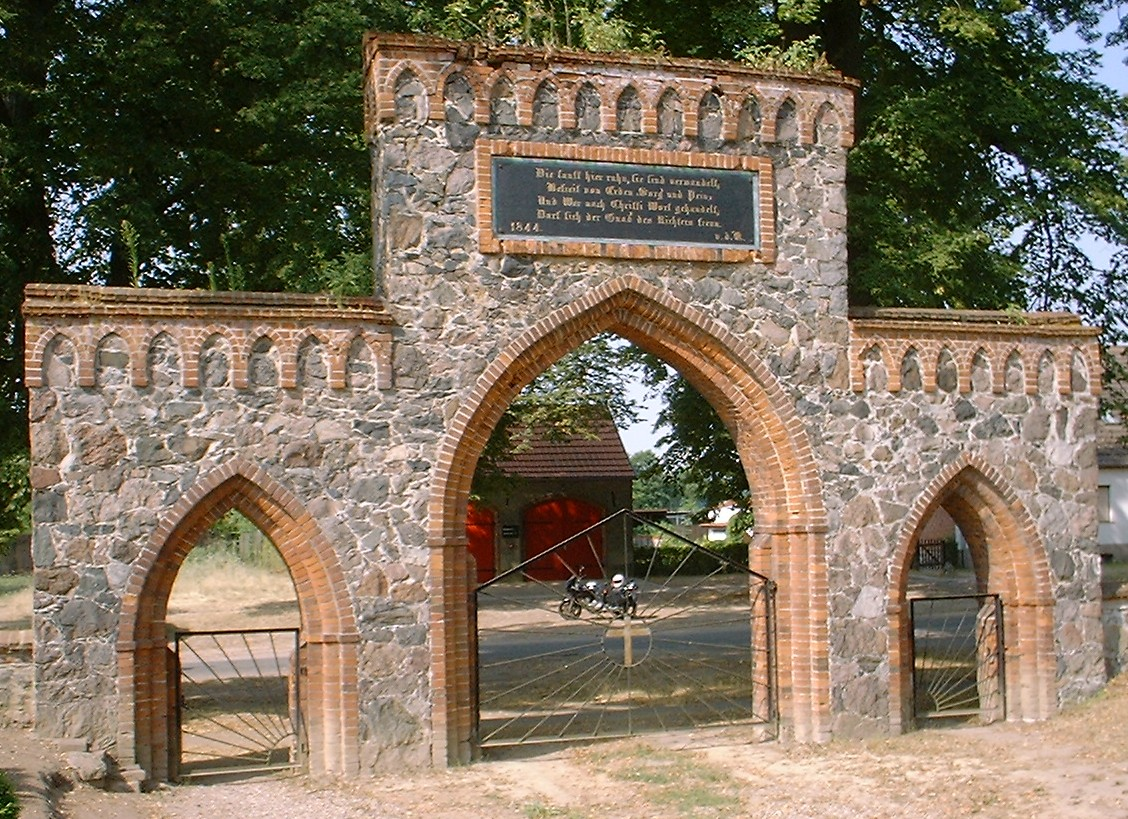
Inschrift Knesebecks am Kirchhofportal in Neuruppin-Karwe

Wiederum war er ausersehen, mit Wien wegen des Beitritts Österreichs zur Großen Koalition zu verhandeln. Später begleitete er den König von Preußen nach London und nahm 1815 am Wiener Kongress teil. Während der Verhandlungen zum Zweiten Pariser Friedens war er zusammen mit Staatsminister Wilhelm von Humboldt am 19. August 1815 Vertreter von Staatskanzler Karl August von Hardenberg und Graf August Neidhardt von Gneisenau, die krankheitsbedingt nicht teilnehmen konnten.
König Friedrich Wilhelm III. schenkte 1823 Knesebeck die Teile der Huysburg, die nicht der Pfarrei zugeordnet waren. Dieser ließ große Teile des Klosters schleifen und baute sich mit dem Material ein Schloss in der nahegelegenen Gemeinde Röderhof.
Als Chef des Reitenden Feldjägerkorps wurde Knesebeck 1825 zum General der Infanterie befördert und 1831, nach Gneisenaus Tod, zum Oberbefehlshaber der gesamten in Polen aufgestellten Observationsarmee ernannt. 1832 erhielt er für seine Dienste im Namen des preußischen Staates den Schwarzen Adlerorden. Die lange Friedenszeit gab ihm die Möglichkeit, sich wissenschaftlichen Studien und der Poesie, in der er sich schon als junger Offizier versucht hatte, zu widmen.
Von König Friedrich Wilhelm IV. wurde ihm am 7. Oktober 1847 mit höchstem Anerkennungsschreiben die Auszeichnung eines aktiven Feldmarschalls zuteil, die jedoch Knesebeck wegen seines Alters ablehnte. Er bat um seinen Abschied, der ihm mit der gleichzeitigen Ernennung zum Generalfeldmarschall gewährt wurde. Der Vertraute zweier Preußenkönige starb am 12. Januar 1848 in Berlin.

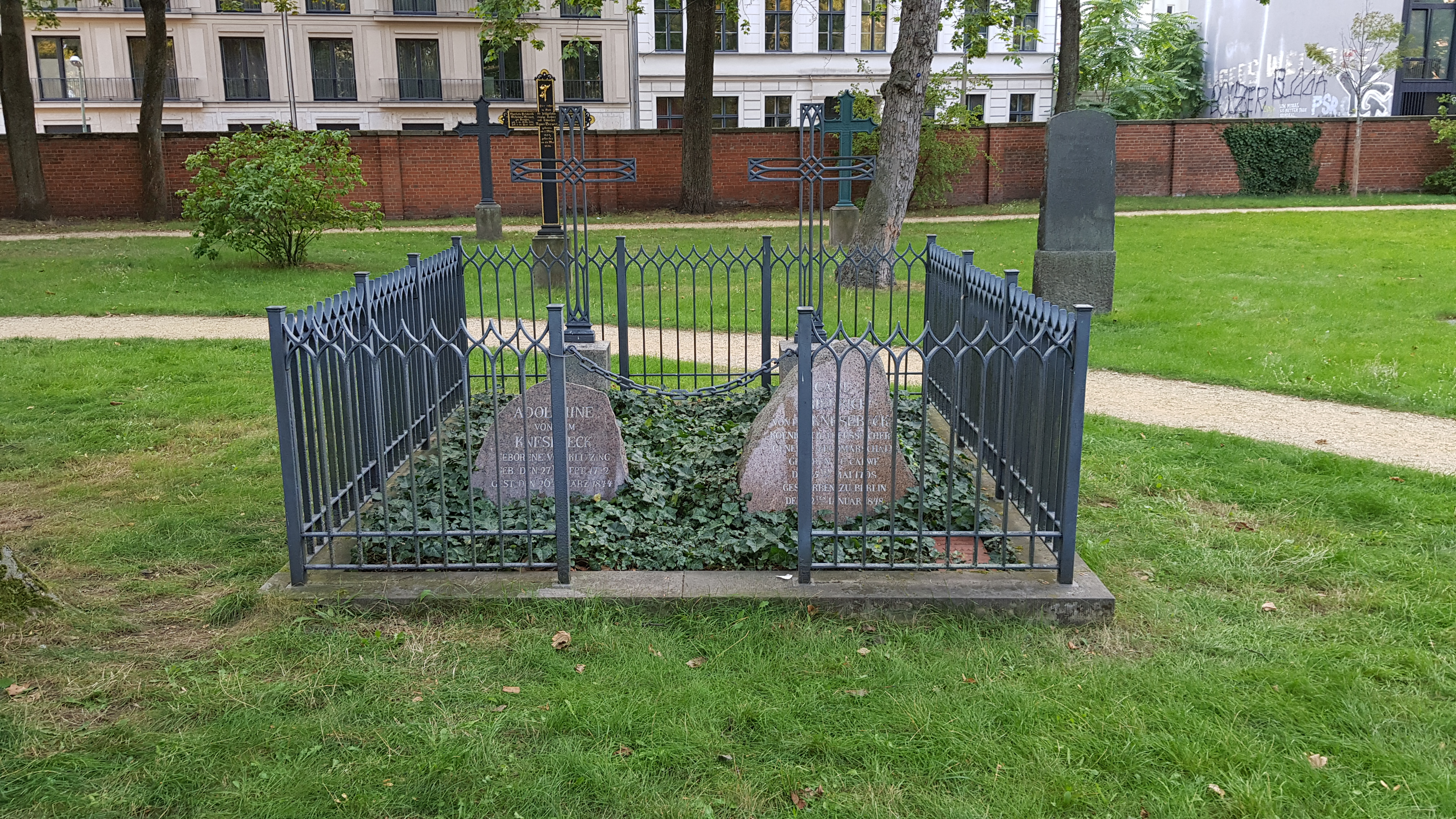
Grabstätte im September 2020

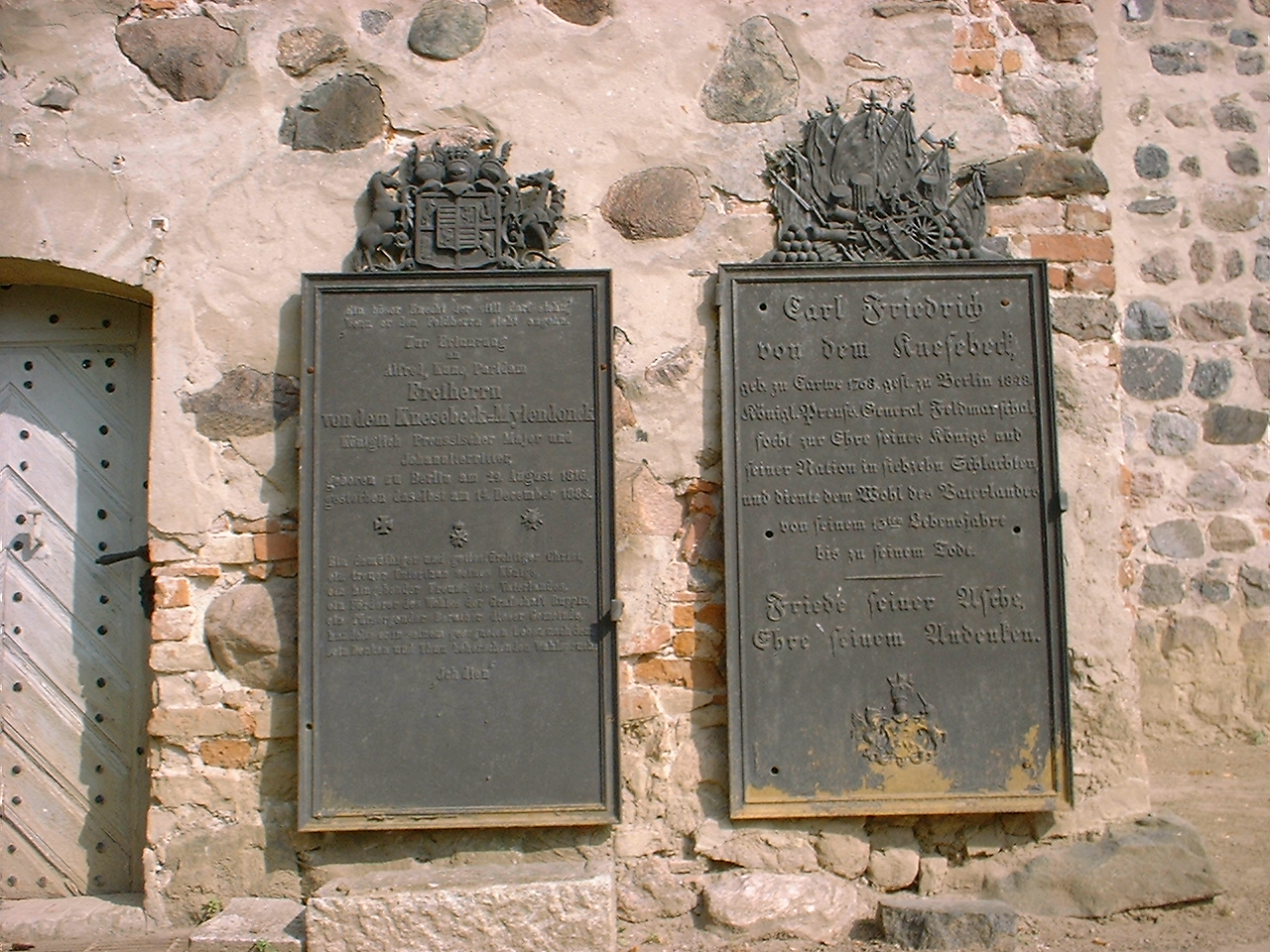
Gedenktafel an der Kirche in Neuruppin-Karwe

Sein Grab befindet sich auf dem Alten Garnisonfriedhof in Berlin. Es ist als Ehrengrab der Stadt Berlin gewidmet. An der Kirche in Neuruppin-Karwe befindet sich eine Gedenktafel für ihn, die besagt: „Carl Friedrich von dem Knesebeck, geboren zu Carwe 1768, gestorben zu Berlin 1848. Königlich Preußischer General Feldmarschall, focht zur Ehre seines Königs und seiner Nation in 17 Schlachten und diente dem Wohl des Vaterlandes von seinem 13ten Lebensjahre bis zu seinem Tode. Friede seiner Asche, Ehre seinem Andenken.“
Die Knesebeckstraße in Berlin-Charlottenburg ist seit 1866 nach ihm benannt.

### Familie
Er heiratete am 7. Mai 1815 in Berlin Adolphine von Klitzing (1772–1844), geschiedene von Werdeck. Das Paar hatte folgende Kinder:
- Alfred Cuno Paridam (1816–1883), Begründer der Linie Knesebeck-Milendonk (Genehmigung durch Wilhelm I. vom 10. März 1870) ⚭ Dresden 28. September 1843 Franziska Sophie von Bojanowski (* 5. Oktober 1822; † 14. Oktober 1910)
- Cäcilie (* 29. August 1816; † 7. Juli 1872)

## Veröffentlichungen (Auswahl)
- Die Schlacht bey Lautern. In: Deutsche Monatsschrift. Nr. 2, Februar 1794. (Über die Schlacht bei Kaiserslautern.)[8]
- Lob des Krieges. 1805.
- Betrachtung über den jetzigen Krieg und die Ursachen seiner falschen Beurtheilung. Berlin 1794.
- Europa in Bezug auf den Frieden. zusammen mit Emmanuel Joseph Sieyès, London 1794.
- Kurze Uebersicht des Feldzuges im Jahr 1793 zwischen dem Rhein und der Saar. Aus dem Tagebuch eines bey der Alliirten Armee befindlichen Englischen Officiers frey übersetzt. 2 Teile, zusammen mit Christian von Massenbach, Frankfurt und Leipzig 1794.

Ein Teil des Nachlasses von Karl Friedrich von dem Knesebeck, Laufzeit von 1807 bis 1815, befindet sich im Geheimen Staatsarchiv Preußischer Kulturbesitz in Berlin. Ein weiterer Teil wurde bei einem Brand im Heeresarchiv Potsdam 1945 vernichtet.